# Willem Marinus Dudok
Willem Marinus Dudok (ur. 6 lipca 1884 roku w Amsterdamie, zm. 6 kwietnia 1974 roku w Hilversum) – architekt holenderski.

## Życiorys
Był synem skrzypka Johannesa Cornelisa Dudoka i Cornelii Berthy Holst.
Jeden z pionierów nowoczesnej architektury w Holandii; zaprojektował nowoczesną zabudowę Hilversum (1915-1951, m.in. ratusz 1924) nadającą miastu jednolity charakter; z innych jego prac możemy wyróżnić: domy towarowe Bijenkorf w Rotterdamie (1929-1930), holenderski dom akademicki w Cité Universitaire w Paryżu (1927-1928), plany urbanistyczne Lejdy, Utrechtu, Arnhem. Budowle Dudoka są połączeniem funkcjonalności wnętrza z harmonijną kompozycją poziomych i pionowych brył o dużych gładkich powierzchniach.
7 marca 1911 poślubił Alettę Marię Smit, z którą miał syna i córkę.

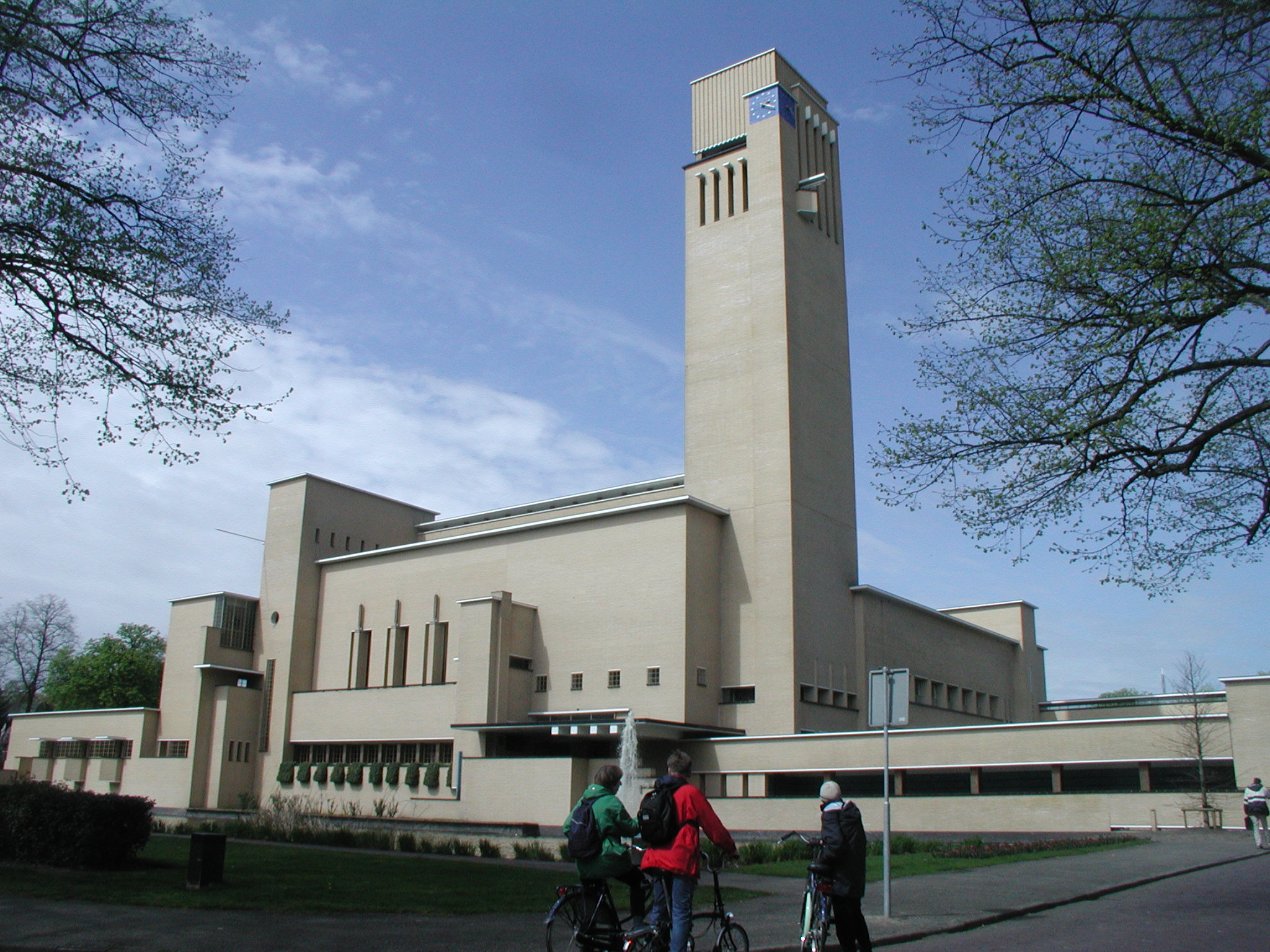
Ratusz w Hilversum, 1928–1931
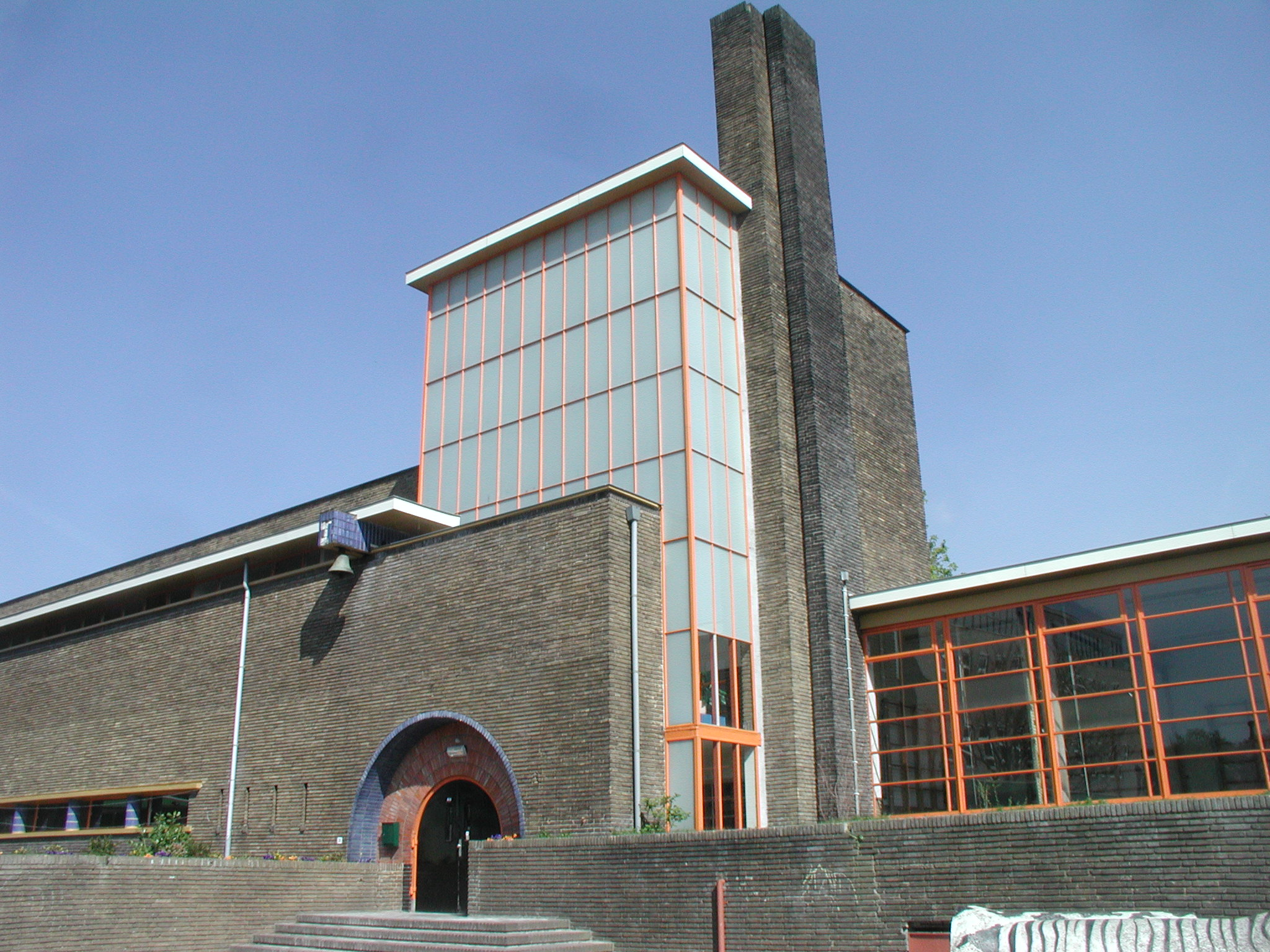
jedna z kilku szkół w Hilversum zaprojektowanych przez Dudoka
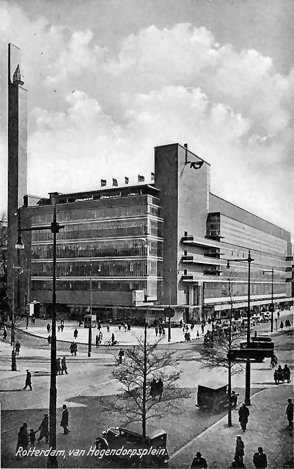
domy towarowe Bijenkorf w Rotterdamie, 1930 (zniszczone 1940)
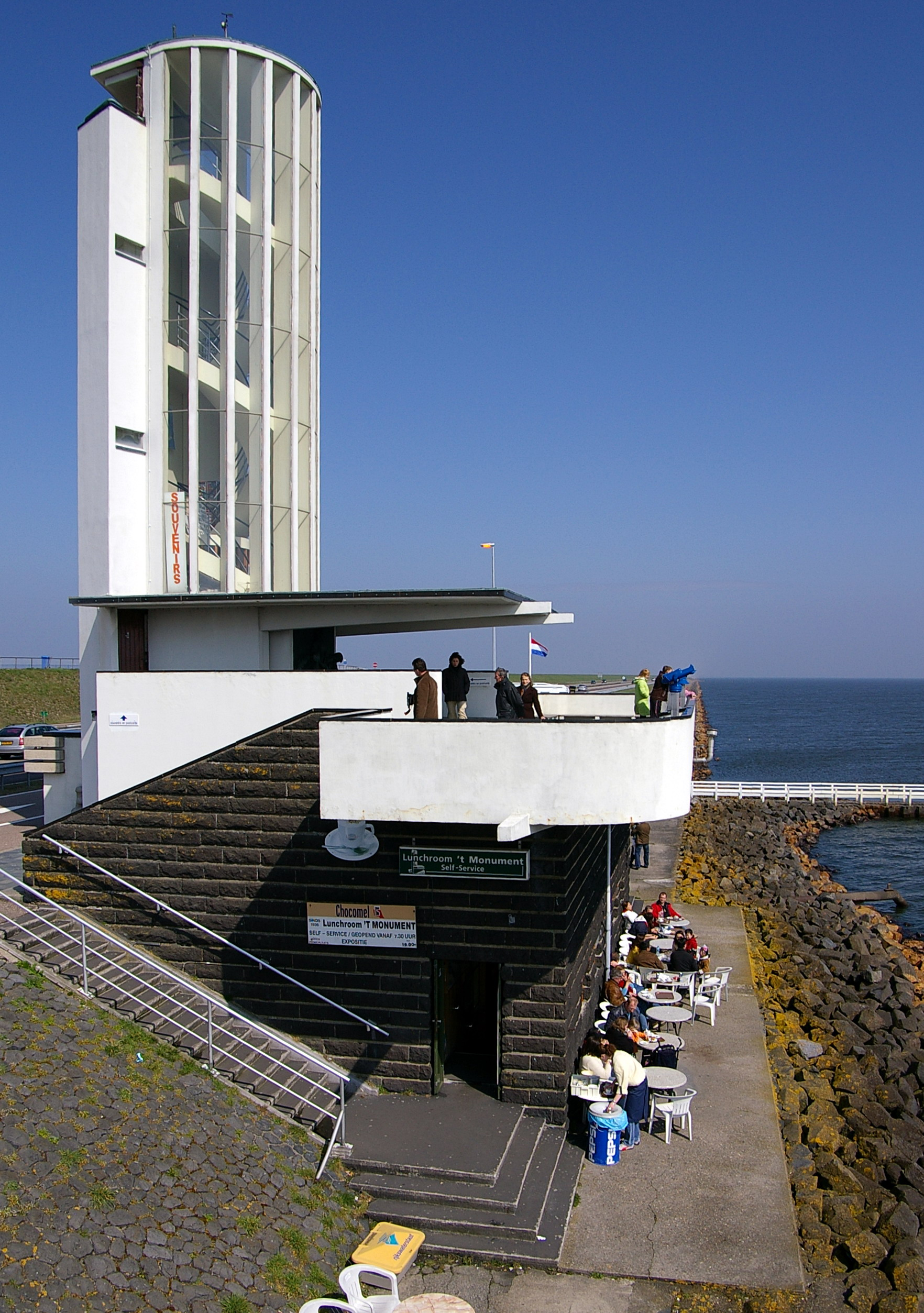
pomnik na tamie Afsluitdijk, 1933